# Bethlenfalvy Ernő
Bethlenfalvy Ernő (Késmárk, 1880. február 21. – Hunfalva, 1955. június 18.) földbirtokos, vadász, természetvédő.

## Élete
A Hunfalván élő Bethlenfalvy család leszármazottja. A késmárki evangélikus líceumra járt. Édesapja gimnazista korában elhunyt, ezért a katonai karrier helyett a debreceni Gazdasági Akadémiát végezte el és átvette a családi gazdaság vezetését. Fenológiai és meteorológiai megfigyeléseket is tett. Az első világháborúban főhadnagyként szolgált.
1925-ben a poprádi múzeumnak ajándékozta kb. 150 tárgyból álló régészeti gyűjteményét, s a későbbiekben is érdeklődött a paleontológia iránt. A múzeumnak könyveket, festményeket és preparátumokat is ajándékozott. 1932-ben Jurán Vidorral elérték a zerge és a medve teljes szlovákiai védelmét.
A második világháború után a beneši dekrétumok alapján kisemmizték, s Jurán Vidor indított havi kéziratsorozatot a segélyezésére. 1950-ben a Tátrai Múzeum tojásgyűjteményét dolgozta fel.
A Szepességben és a Tátrában élő vadállatokkal kapcsolatos megfigyelései és a kutatásait németül, magyarul és szlovákul tette közzé a  Vadászlap (1932–1937), Magyar Vadászújság, Nimród, Karphaten-Post (1933/34), Die Karpathen (1934), Lovec (1936–37), Szepesi Hírek (1936), Aquila (1950) és Sylvia (1953) című folyóiratokban.
1924-től a Szepesmegyei Történelmi Társulat igazgató-választmányi tagja. A késmárki Szepességi Bank RT. igazgatótanácsának tagja, a Szepesi Gazdasági Egylet és a Vadászati Védegylet tagja volt.
1903-ban Toporcon feleségül vette Görgey Máriát (1885-?). Fia Bethlenfalvy József (1906-1990) építész, hegymászó és a Tátra fényképésze volt.

## Művei
- 1912 Szepesvármegye mezőgazdasági helyzete. Igló
- 1935 Tatranský kamzík. In: Cyprián Čech - František Vodička - Viliam Záborský (ed.): Naša zverina. Bratislava
- 1937 Die Tierwelt der Hohen Tatra: Tierbiologische Studien aus freier Wildbahn, Spišske Podhradie / Kirchdrauf
- 1947 O živote kamzíkov. Poľovnícky obzor 2/22, 311-312
- 1952 Podtatranské ornitologické novoty 1952. Tatranské múzeum 2, 5-7
- 1953 Hrdlička záhradná, orol skalný a bocian biely pod Vysokými Tatrami. Sylvia 14, 135-136
- 1955 Fehérgólya fészkelése a Tátrában. Aquila 59-62, 375
- 1955 A balkáni gerle letelepülése a Magas Tátra tövében. Aquila 59-62, 384-385
- 1955 A szirtisas hangya-fogyasztása. Aquila 59-62, 398-399